# Межзаветный период
Межзаветный период — условный термин западной экзегезы, обозначающий период Второго храма, около 400-х лет между книгой пророка Малахии и Боговоплощением. 
В это время были написаны многие из второканонических (неканонических) книг, принятых в качестве Священного Писания Католической и Православной церквями, а также множество библейских апокрифов, псевдоэпиграфических произведений и свитков Мертвого моря. Понимание событий межзаветного периода обеспечивает исторический и литературный контекст Нового Завета.
Некоторые протестантские авторы называют этот период «400 лет молчания». С точки зрения протестантов, которые не признают второканонические книги, в течение этого периода не появлялось новых пророков, и Бог не открывал еврейскому народу ничего нового.

## Значимые события
- Начало еврейской диаспоры и эллинистического иудаизма,
- Создание первых синагог,
- Изменение разговорного языка евреев с библейского иврита на арамейский (общий) и эллинистический греческий (светская элита),
- События восстания Маккавеев, описанные в Маккавейских книгах,
- Правление династий Хасмонеев и Ирода, за которым последовало римское правление,
- Создание греческой Септуагинты, первого перевода еврейских писаний на другой язык[3],
- Написание свитков Мертвого моря, повторное открытие которых стало центральным моментом современной библейской критики[3],
- Написание второканонических (неканонических) книг и псевдоэпиграфов.